# Marc Carmona
Marc Carmona (Barcellona, 30 dicembre 1964) è un allenatore di calcio a 5 ed ex giocatore di calcio a 5 spagnolo.

## Carriera

### Giocatore
Gioca per 9 anni in Primera División prima con la maglia del Castelldefels FS e poi con quella del Barcellona.

### Allenatore
Nel 1991 Carmona è nominato allenatore della Selezione catalana. Tre anni dopo, conclusa la carriera da giocatore, si dedica all'attività di allenatore a tempo pieno.
Dal 1994 al 1999 allena il Martorell, che porta, nel 1997, a disputare il suo primo campionato di Division de Honor.
Dopo una stagione al Maxon Montcalda, allena per quattro anni il Marfil Santa Coloma.
Nel 2004, smessi di allenare sia il Marfil sia la Catalogna, è nominato tecnico del Barcellona, con l'obiettivo di spezzare l'egemonia di Inter e ElPozo Murcia nel campionato spagnolo. Dopo alcune annate anonime, all'inizio del nuovo decennio i catalani vivono il periodo più florido della loro storia, diventando la prima squadra del Paese con 11 trofei nazionali e 2 internazionali vinti nell'arco di 4 anni. Nel 2016, dopo 12 anni, viene sostituito da Andreu Plaza.

## Palmarès

### Giocatore
- Recopa Europea: 1

Barcellona: 1989-1990

### Allenatore

#### Competizioni nazionali
- Campionato spagnolo: 3
Barcellona: 2010-11, 2011-12, 2012-13
- Coppa di Spagna: 3
Barcellona: 2010-11, 2011-12, 2012-13
- Coppa del Re: 4
Barcellona: 2010-11, 2011-12, 2012-13, 2013-14
- Supercoppa di Spagna: 1
Barcellona: 2013

#### Competizioni internazionali
- Coppa UEFA: 2
Barcellona: 2011-2012, 2013-2014